# Rationaltheater
Das Rationaltheater ist eine 1965 eröffnete deutsche Kleinkunstbühne in München-Schwabing.

## Geschichte
Der Kabarettist und Volkswirt Reiner Uthoff gründete das kleine Theater mit dem Schauspieler Horst A. Reichel und dem Studenten Ekkehard Kühn im Januar 1965 im Theater44 in der Hohenzollernstraße. Eröffnung des Münchner Rationaltheaters war am 28. Januar 1965 mit dem Programm Henkerswahlzeit.
Seit 1968 war Uthoff alleiniger Leiter des Unternehmens. 1969 begann mit Knast – I. deutsches Sing-Sing-Spiel die Reihe der einem Thema gewidmeten Programme. Das nur noch Rationaltheater genannte Kabarett zog 1975/1976 in die Hesseloherstraße 18. In seiner Altschwabinger Nachbarschaft liegen die Münchner Lach- und Schießgesellschaft sowie das TamS. Dort inszenierte Uthoff über 35 Stücke und führte sie zusammen mit Jochen Busse, Otto Sander, Sigi Zimmerschied, Bruno Jonas und vielen anderen auf.
Die Etablierung eines Frauenkabaretts scheiterte 1979. 1982 gab Uthoff das Ensemblekabarett auf und spielte seither Uthoffs Tagesschau mit jeweiligen Aktualisierungen. Gastspiele und Theateraufführungen ergänzten das themenzentrierte Programm.
Die Programme im Rationaltheater waren von Anfang an nonkonformistisch und scheuten keine Auseinandersetzung. Die Folge waren 61 Strafverfahren wegen Gotteslästerung, Beschimpfung des Staatsoberhauptes und anderer Delikte, die heute in keinem deutschen Gesetzbuch mehr zu finden sind. Die ungewollte Öffentlichkeitsarbeit der Staatsanwaltschaft machte das Kabarett schnell über München hinaus bekannt. Im Gästebuch finden sich Namen wie Herbert Wehner, Willy Brandt, Rudolf Augstein, Günter Grass und der Ratzeburger Achter.
Daneben baute Uthoff mit Edgar Reitz und Ula Stöckl in das Theater ein 16-mm-Kino, etablierte Filmnächte und zeigte Filme außerhalb des Mainstream. Nach Inkrafttreten der bayerischen Verordnung zur Aktion Saubere Leinwand wurde das Kino von der Polizei beobachtet.
Von 1994 bis 1998 wurde das Rationaltheater nach Auseinandersetzungen mit der Landeshauptstadt München geschlossen. Die Vorstellungen des Theaters endeten nicht selten mit einem Skandal. Ab 2006 nutzte dann Max Uthoff, der in die Fußstapfen seiner Eltern trat, das Theater und spielte dort sein eigenes Programm.
Im Herbst 2008 verpachtete Reiner Uthoff das Theater dann an den Filmemacher und Produzenten Dietmar Höss. Die Räumlichkeiten blieben unverändert und die Philosophie, die hinter dem Rationaltheater steht, ist die gleiche wie 1965. Die Bühne soll vor allem den Newcomern, Schrägen und politisch Engagierten gehören und steht für Kabarett, Theater, Comedy und jede Form der Kleinkunst genauso offen wie für DJs und Musiker, die live spielen möchten. Das Kinoprogramm zeigt meist Independent-Filme. Regisseure können hier Produktionen zeigen, die es ohne Verleih schwer haben. „Amateure“ finden eine Plattform für ihre Kurzfilme in einer Kurzfilmreihe.

## Auftritte im Rationaltheater (Auswahl)
Alf Brustellin begann seine künstlerische Arbeit als Mitglied des Kabaretts „Rationaltheater“, dem er bis 1966 angehörte. Ingrid Caven, für die Rainer Werner Fassbinder viele Lieder geschrieben hat, hatte hier 1976 ihr erstes öffentliches Konzert. Margarethe von Trotta inszenierte 1984 am Rationaltheater Carl Zellers Operette „Der Vogelhändler“.
Programme mit Ort der Premiere
- Henkerswahlzeit, 1965, München
- Vom Segen in die Traufe, 1965, München
- Was rechts ist, muss rechts bleiben, 1966, München
- Heute Schlachtschüssel, 1967, München
- So legt man Euch Ihr Brüder, 1968, München
- Knast - 1.deutsches Sing-Sing-Spiel, 1969, Heilbronn (in der dortigen Justizvollzugsanstalt )
- Bonn Hur, 1970, Bonn (vor dem Rechtsausschuss des Bundestages)
- Wer beschiss Salvatore G?, 1971, München (im MAN-Gastarbeiterlager)
- Vom Säugling zum Bückling, 1972, Nürnberg, (vor dem Deutschen Jugendhilfetag in der  Meistersingerhalle)
- Tages-Show mit Kommentar und Meckerkarte, 1974, Marl (bei der Verleihung des Adolf-Grimme-Preises)
- 1. Deutsche Bonnzen Show, 1976, Frankfurt
- Fahr sicher mit dem Bundeswahn, 1978, München
- Wahlium, 1980, Nürnberg
- Ein feste Burg ist unser Trott, 1982, München (1. Frauenprojekt des Rationaltheaters)
- Uthoff´s Tages-Show (Soloprogramm von Reiner Uthoff), 1982, Berlin (im Kant Kino)
- Im Gleichschmidt Marsch, 1983, München, (2. Frauenprojekt des Rationaltheaters)
- Kohlonie Deutschland, 1985, München
- Tatort Vatikan, 1986, München und Hof (dort in der Freiheitshalle)
- Zapfenstreich, 1988, München, (zwei Einakter von R.Uthoff und Woody Allen)
- Wir sind wieder mehr, 1990, München
- Wenn wir´s nicht machen, macht´s ein anderer, 1992, München
- Die Deutschfighter, 1998, unaufgeführt
- Sei Staat, 1999, Berlin
- Republic Viewing, 2006, München, ein satirischer Jahresrückblick
- Sie befinden sich hier, 2007, München (1. Soloprogramm von Max Uthoff)

Autoren & Co-Autoren
Alf Brustellin, Angelika Mechtel, Christa Dyckerhoff, Wolfgang Graetz, Bruno Jonas, Reiner Uthoff, Heinar Kipphardt, Horst A. Reichel, Ekkehard Kühn, Bernhard Sinkel, Otto Sander, Hannes Stütz, Günter Wallraff, Martin Walser, Jochen Busse, Sigi Zimmerschied, Hanns Christian Müller, Henry Jaeger, Max Uthoff u. a.

## Diskografie
- Knast - 1. Deutsches Sing-Sing-Spiel, Vinyl-LP 1969
- Das Münchner Rationaltheater - Ein politisches Kabarett, Vinyl-LP o.J. Enthält die Programme „Bayern muß sein“ und „Zeit der Anpassung“.